# Équipe du Koweït de football
Cet article traite de l'équipe masculine. Pour l'équipe féminine, voir Équipe du Koweït féminine de football.
Maillots
L'équipe du Koweït de football est constituée par une sélection des meilleurs joueurs koweïtiens sous l'égide de la Fédération du Koweït de football.

## Historique

### Les débuts du Koweït
La fédération nationale du Koweït est fondée en 1952. Le premier match de l'équipe nationale du Koweït a été joué le 3 septembre 1961, contre la Libye. Le match se solde par un score de parité 2-2. Trois jours après, le Koweït enregistre sa plus grosse défaite contre l’Égypte, sur le score de 8 buts à 0. Il est affilié à la FIFA depuis 1962 et est membre de l'AFC depuis 1962 également. Les premières qualifications auxquelles participe le Koweït sont celles de la Coupe d'Asie des nations de football 1972. Il réussit à se qualifier pour la phase finale mais le pays est ensuite éliminé dès le premier tour. Pour la Coupe du monde de football 1974, le Koweït ne réussit pas à se qualifier.

### Le Koweït de 1976 à 1984: l'apogée
La période 1976-1984 est la période d'apogée de l’équipe nationale du Koweït. En 1976, elle atteint la finale de la Coupe d’Asie des Nations, mais s'incline contre l'Iran sur le score de 1 but à 0. En 1980, le Koweït devient champion d'Asie, en battant en finale la Corée du Sud, sur le score de 3 buts à 0. L'équipe du Koweït se distingue au début des années 1980 alors qu'elle est dirigée par l'entraîneur brésilien Carlos Alberto Parreira : elle se qualifie pour la Coupe du monde de football 1982. En Espagne, ce qui reste aujourd'hui encore l'unique participation du Koweït en Coupe du monde est entachée d'un match houleux contre la France lors duquel un but est d'abord accordé aux Français puis annulé par l'arbitre (le Soviétique Myroslav Stoupar) à la suite de l'intervention du cheikh koweïtien, Ahmed Al Jabber. Les Koweïtiens perdent finalement ce match 4-1, puis 2-0 contre l'Angleterre, ne confirmant pas leur bonne entame de tournoi contre la Tchécoslovaquie (1-1). Ils remportent à 10 reprises la Coupe du Golfe arabe de football (1970, 1972, 1974, 1976, 1982, 1986, 1990, 1996, 1998, 2010)

### Le Koweït de 1984 à aujourd'hui
Le Koweït atteint la troisième place de la Coupe d'Asie des nations de football 1984, avant de retomber progressivement dans l’oubli, ne se qualifiant plus à aucune phase finale de Coupe du monde. À la fin du mois de novembre 1988, le Français Michel Platini se rend dans le golfe Persique où il doit assister au match d'ouverture de la Coupe d'Asie des nations de football 1988 se tenant au Qatar le 2 décembre 1988. Il est convié par l'émir du Koweït au match Koweït-URSS le 27 novembre. Il dispute à l'étonnement du banc soviétique les vingt premières minutes de la rencontre sous les couleurs du Koweït. La FIFA compte ce match comme un match officiel international, Platini compte donc une sélection en équipe du Koweït.
Il atteint de nouveau le dernier carré de la Coupe d'Asie des nations de football 1996 et termine quatrième. Il enregistre sa plus large victoire, contre le Bhoutan, le 14 février 2000, sur le score de 20 buts à 0.

## Sélection actuelle
Mis à jour le 16 juillet 2024
| N°         | Nom                    | Date de naissance  | Sélections (buts) | Club       |
| ---------- | ---------------------- | ------------------ | ----------------- | ---------- |
| Gardiens   |                        |                    |                   |            |
| 12         | Sulaiman Abdulghafoor  | 26 février 1991    | 21 (0)            | Al Arabi   |
| 22         | Saud Al Hoshan         | 18 mars 2000       | 0 (0)             | Koweït     |
| 1          | Abdulrahman Al Fadhli  | 23 mars 2001       | 0 (0)             | Al-Salmiya |
| Défenseurs |                        |                    |                   |            |
| 19         | Rashed Al Dosary       | 18 juillet 2000    | 9 (0)             | Qadsia     |
| 3          | Hamad Al Harbi         | 25 juillet 1992    | 17 (0)            | Kazma      |
| 4          | Hasan Al Enezi         | 1er septembre 2000 | 14 (1)            | Al Arabi   |
| 17         | Sami Al Sanea          | 9 janvier 1993     | 16 (1)            | Koweït     |
| 13         | Sultan Al Enezi        | 29 mars 1992       | 38 (0)            | Al Arabi   |
| 8          | Meshari Al Enezi       | 15 septembre 1998  | 7 (0)             | Koweït     |
| 14         | Mahdi Dashti           | 26 octobre 2001    | 9 (0)             | Al-Salmiya |
| Milieux    |                        |                    |                   |            |
| 11         | Redha Hani             | 27 octobre 1996    | 23 (1)            | Koweït     |
| 6          | Bader Tareq            | 21 avril 1997      | 6 (0)             | Al Arabi   |
| 23         | Faisal Al Harbi        | 9 octobre 1991     | 38 (4)            | Koweït     |
| 7          | Eid Al Rashedi         | 17 décembre 1999   | 26 (2)            | Qadsia     |
| 18         | Salman Bormeya         | 23 juillet 1996    | 2 (0)             | Al Nasr    |
| 20         | Abd Al Aziz Wadi Enizi | 6 décembre 1998    | 0 (0)             | Qadsia     |
| -          | Ahmad Al Dhefiri       | 9 janvier 1992     | 34 (2)            | Koweït     |
| 2          | Fahad Al Hajeri        | 10 novembre 1991   | 49 (3)            | Koweït     |
|            | Mohammad Daham         | 17 février 2000    | 12 (3)            | Koweït     |
|            | Khaled Hajiah          | 28 août 1992       | 26 (3)            | Qadsia     |
|            | Athbi Shehab           | 14 octobre 1993    | 10 (1)            | Al-Salmiya |
| Attaquants |                        |                    |                   |            |
| 10         | Salman Al Awadhi       | 21 mai 2001        | 6 (0)             | Al Arabi   |
| 15         | Yousef Al Sulaiman     | 9 octobre 1990     | 66 (31)           | Koweït     |
| 16         | Ali Khalaf             | 16 janvier 1995    | 5 (0)             | Al Arabi   |
|            | Mubarak Al Faneni      | 21 janvier 2000    | 28 (5)            | Qadsia     |
|            | Bandar Bourseli        | 1er janvier 1996   | 4 (0)             | Kazma      |

## Palmarès
- Coupe d'Asie des nations :
  - Vainqueur en 1980.
  - Finale en 1976.
- Championnat d'Asie de l'Ouest :
  - Vainqueur en 2010
- Coupe du Golfe arabe de football :
  - Vainqueur en 1970, 1972, 1974, 1976, 1982, 1986, 1990, 1996, 1998 et 2010
- Championnat d'Asie du Sud :
  - Finaliste en 2023

### Classement FIFA
| Année              | 1993 | 1994 | 1995 | 1996 | 1997 | 1998 | 1999 | 2000 | 2001 | 2002 | 2003 | 2004 | 2005 | 2006 | 2007 | 2008 | 2009 | 2010 | 2011 | 2012 | 2013 | 2014 | 2015 | 2016 | 2017 | 2018 | 2019 | 2020 | 2021 | 2022 | 2023 | 2024 |
| ------------------ | ---- | ---- | ---- | ---- | ---- | ---- | ---- | ---- | ---- | ---- | ---- | ---- | ---- | ---- | ---- | ---- | ---- | ---- | ---- | ---- | ---- | ---- | ---- | ---- | ---- | ---- | ---- | ---- | ---- | ---- | ---- | ---- |
| Classement mondial | 64   | 54   | 84   | 62   | 44   | 24   | 82   | 74   | 74   | 83   | 48   | 54   | 72   | 78   | 119  | 127  | 104  | 102  | 99   | 117  | 105  | 124  | 139  | 171  | 189  | 158  | 147  | 148  | 142  | 148  | 136  | 134  |
| Classement AFC     | 9    | 6    | 8    | 6    | 4    | 3    | 9    |      |      |      |      |      |      |      |      |      |      |      |      |      |      |      |      |      |      |      | 29   | 29   | 25   | 27   | 24   | 25   |

### Parcours enCoupe du monde
| Année | Position     |      | Année             | Position |                   | Année | Position |
| 1930  | Non inscrite | 1974 | Tour préliminaire | 2010     | Tour préliminaire |       |          |
| 1934  | Non inscrite | 1978 | Tour préliminaire | 2014     | Tour préliminaire |       |          |
| 1938  | Non inscrite | 1982 | 1er tour          | 2018     | Tour préliminaire |       |          |
| 1950  | Non inscrite | 1986 | Tour préliminaire | 2022     | Tour préliminaire |       |          |
| 1954  | Non inscrite | 1990 | Tour préliminaire | 2026     | Tour préliminaire |       |          |
| 1958  | Non inscrite | 1994 | Tour préliminaire | 2030     | À venir           |       |          |
| 1962  | Non inscrite | 1998 | Tour préliminaire | 2034     | À venir           |       |          |
| 1966  | Non inscrite | 2002 | Tour préliminaire |          |                   |       |          |
| 1970  | Non inscrite | 2006 | Tour préliminaire |          |                   |       |          |

### Parcours enCoupe d'Asie des nations
| Année | Position     |      | Année             | Position |                   | Année | Position |
| 1956  | Non inscrite | 1984 | Demi-finale (3e)  | 2011     | 1er tour          |       |          |
| 1960  | Non inscrite | 1988 | 1er tour          | 2015     | 1er tour          |       |          |
| 1964  | Non inscrite | 1992 | Tour préliminaire | 2019     | Disqualifié       |       |          |
| 1968  | Non inscrite | 1996 | Demi-finale (4e)  | 2023     | Tour préliminaire |       |          |
| 1972  | 1er tour     | 2000 | Quart de finale   | 2027     | Qualifié          |       |          |
| 1976  | Finaliste    | 2004 | 1er tour          |          |                   |       |          |
| 1980  | Vainqueur    | 2007 | Tour préliminaire |          |                   |       |          |

## Liste des sélectionneurs du Koweït
- 1955 : Ali Othman & Majid Mohammed
- 1957 : Ahmed Abu Taha
- 1958 : Edmund Majowski
- 1962 : Ljubiša Broćić
- 1964 : Saleh El Wahsh
- 1966 : Gyula Grosics
- 1966-1969 : Dimitri Tadić
- 1970 : Taha El-Doukhi
- 1971-1973 : Ljubiša Broćić
- 1973 : Hassan Nassir
- 1973-1975 : Ljubiša Broćić
- 1976-1978 : Mário Zagallo
- 1978 : Saleh Zakaria
- 1978-1982 : Carlos Alberto Parreira
- 1983-1985 : Antônio Lopes
- 1985-1986 : Malcolm Allison
- 1986 : Saleh Zakaria
- 1986-1987 : György Mezey
- 1987-1988 : Antônio Vieira
- 1988 : George Armstrong
- 1989 : Miguel Pereira
- 1989-1990 : Otacílio Gonçalves
- 1990 : Luiz Felipe Scolari
- 1990 : Mohammed Karam
- 1990-1992 : Valmir Louruz
- 1992-1993 : Paulo Campos
- 1993 : Gildo Rodrigues
- 1993 : Jawad Maqseed
- 1993-1996 : Valeri Lobanovski
- 1996-1999 : Milan Máčala
- 1999-2001 : Dušan Uhrin
- 2002 : Berti Vogts
- 2002 : Radojko Avramović
- 2003-2004 : Paulo César Carpegiani
- 2004 : Mohammed Ebrahim Hajeyah
- 2005 : Slobodan Pavković
- 2005 : Mohammed Ebrahim Hajeyah
- 2005-2006 : Mihai Stoichiță
- 2006-2007 : Saleh Zakaria
- 2007-2008 : Rodion Gačanin
- 2008-2009 : Mohammed Ebrahim Hajeyah
- 2009-2013 : Goran Tufegdžić
- 2013-2014 : Jorvan Vieira
- 2014-2015 : Nabil Maâloul
- 2017 : Boris Bunjak
- 2018 : Radojko Avramović
- 30 juillet 2018-13 septembre 2019 : Romeo Jozak
- 2019-2020 : Thamer Enad
- 2020-2021 : Andrés Carrasco
- 2021 : Thamer Enad
- 2022 : Vítězslav Lavička
- 2022-2024 : Rui Bento
- 2024- : Juan Antonio Pizzi

## Les adversaires du Koweït de 1963 à aujourd'hui
| Pays                | J  | G  | N  | P  | Bp | Bc | Diff | Premier match                          | Dernier match                |
| ------------------- | -- | -- | -- | -- | -- | -- | ---- | -------------------------------------- | ---------------------------- |
| Afghanistan         | 3  | 3  | 0  | 0  | 8  | 2  | 6    | 14/05/2014 (3-2) à Koweït              | 11/06/2024 (1-0) à Koweït    |
| Allemagne           | 1  | 0  | 0  | 1  | 0  | 7  | -7   | 09/05/2002 (0-7) à Fribourg-en-Brisgau |                              |
| Allemagne de l'Est  | 1  | 0  | 0  | 1  | 1  | 2  | -1   | 26/01/1990 (1-2) à Koweït              |                              |
| Angleterre          | 1  | 0  | 0  | 1  | 0  | 1  | -1   | 25/06/1982 (0-1) à Bilbao              |                              |
| Arabie saoudite     | 44 | 16 | 12 | 16 | 48 | 47 | 1    | 10/09/1961 (0-1) à Casablanca          | 25/03/2021 (0-1) à Riyad     |
| Arménie             | 1  | 1  | 0  | 0  | 3  | 1  | 2    | 18/03/2005 (3-1) à Al-Aïn              |                              |
| Australie           | 14 | 5  | 2  | 7  | 12 | 22 | -10  | 16/10/1977 (2-1) à Sydney              | 03/06/2021 (0-3) à Koweït    |
| Azerbaïdjan         | 2  | 0  | 2  | 0  | 2  | 2  | 0    | 11/02/2009 (1-1) à Koweït              | 11/08/2010 (1-1) à Bakou     |
| Bahreïn             | 50 | 21 | 14 | 15 | 64 | 47 | 17   | 01/04/1966 (4-4) à Bagdad              | 31/12/2024 (0-1) à Koweït    |
| Bangladesh          | 3  | 3  | 0  | 0  | 7  | 1  | 6    | 02/08/1973 (2-1) à Kuala Lumpur        | 01/07/2023 (1-0) à Bangalore |
| Birmanie            | 6  | 4  | 0  | 2  | 21 | 8  | 13   | 05/08/1973 (0-2) à Kuala Lumpur        | 17/11/2015 (0-3) à Bangkok   |
| Bhoutan             | 1  | 1  | 0  | 0  | 20 | 0  | 20   | 14/02/2000 (20-0) à Koweït             |                              |
| Bosnie-Herzégovine  | 1  | 0  | 0  | 1  | 0  | 1  | -1   | 04/09/2021 (0-1) à Zenica              |                              |
| Bulgarie            | 5  | 0  | 3  | 2  | 6  | 9  | -3   | 08/02/1974 (1-3) à Koweït              | 28/04/1994 (2-2) à Koweït    |
| Cambodge            | 1  | 0  | 0  | 1  | 0  | 4  | -4   | 14/05/1972 (0-4) à Bangkok             |                              |
| Cameroun            | 1  | 0  | 0  | 1  | 1  | 3  | -2   | 25/03/2018 (1-3) à Koweït              |                              |
| Chine               | 19 | 5  | 5  | 9  | 16 | 25 | -9   | 14/08/1975 (3-3) à Pékin               | 04/09/2014 (1-3) à Anshan    |
| Chypre              | 1  | 0  | 1  | 0  | 1  | 1  | 0    | 08/10/1996 (1-1) à Al-Aïn              |                              |
| Corée du Nord       | 14 | 6  | 7  | 1  | 20 | 12 | 8    | 08/05/1973 (0-0) à Téhéran             | 31/10/2014 (1-0) à Al-Aïn    |
| Corée du Sud        | 27 | 9  | 3  | 15 | 22 | 40 | -18  | 12/05/1972 (2-1) à Bangkok             | 10/06/2025 (0-4) à Séoul     |
| Côte d'Ivoire       | 1  | 0  | 0  | 1  | 0  | 2  | -2   | 12/01/2008 (0-2) à Koweït              |                              |
| Émirats arabes unis | 46 | 21 | 8  | 17 | 81 | 51 | 30   | 22/03/1972 (7-0) à Riyad               | 24/12/2024 (2-1) à Koweït    |
| Égypte              | 11 | 2  | 5  | 4  | 12 | 19 | -7   | 04/09/1961 (0-8) à Casablanca          | 25/05/2018 (1-1) à Koweït    |
| Équateur            | 1  | 0  | 0  | 1  | 0  | 3  | -3   | 23/02/1996 (0-3) à Koweït              |                              |
| États-Unis          | 1  | 0  | 0  | 1  | 0  | 2  | -2   | 24/05/1998 (0-2) à Portland            |                              |
| Finlande            | 7  | 2  | 2  | 3  | 5  | 6  | -1   | 09/03/1984 (1-0) à Koweït              | 12/03/2005 (0-1) à Koweït    |
| France              | 2  | 0  | 0  | 2  | 1  | 5  | -4   | 21/06/1982 (1-4) à Valladolid          | 21/01/1990 (0-1) à Koweït    |
| Hong Kong           | 7  | 6  | 1  | 0  | 18 | 4  | 14   | 02/10/1977 (3-1) à Hong Kong           | 08/09/2004 (2-0) à Hong Kong |
| Hongrie             | 1  | 0  | 0  | 1  | 0  | 1  | -1   | 06/06/2013 (0-1) à Győr                |                              |
| Inde                | 7  | 2  | 3  | 2  | 19 | 8  | 11   | 16/12/1978 (6-1) à Bangkok             | 06/06/2024 (0-0) à Calcutta  |
| Indonésie           | 7  | 2  | 3  | 2  | 12 | 8  | 4    | 25/10/1980 (1-2) à Kuala Lumpur        | 08/06/2022 (1-2) à Koweït    |
| Irak                | 33 | 8  | 12 | 13 | 35 | 42 | -7   | 13/11/1964 (0-1) à Koweït              | 20/03/2025 (2-2) à Bassorah  |
| Iran                | 29 | 7  | 9  | 13 | 28 | 39 | -11  | 13/11/1964 (1-2) à Téhéran             | 03/03/2014 (2-3) à Téhéran   |
| Islande             | 7  | 1  | 4  | 2  | 3  | 4  | -1   | 14/03/1982 (0-0) à Koweït              | 08/01/2002 (0-0) à Mascate   |
| Israël              | 1  | 0  | 0  | 1  | 0  | 2  | -2   | 14/09/1974 (0-2) à Téhéran             |                              |
| Japon               | 4  | 4  | 0  | 0  | 7  | 0  | 7    | 10/12/1978 (2-0) à Bangkok             | 15/12/1996 (2-0) à Al-Aïn    |
| Jordanie            | 30 | 11 | 12 | 7  | 40 | 30 | 10   | 07/04/1963 (4-0) à Beyrouth            | 19/11/2024 (1-1) à Koweït    |
| Kazakhstan          | 1  | 0  | 1  | 0  | 0  | 0  | 0    | 27/12/1995 (0-0) à Koweït              |                              |
| Kenya               | 1  | 1  | 0  | 0  | 5  | 0  | 5    | 03/11/2009 (5-0) au Caire              |                              |
| Kirghizistan        | 5  | 3  | 1  | 1  | 11 | 5  | 6    | 09/02/2001 (3-0) à Singapour           | 11/09/2023 (1-3) à Dubaï     |
| Laos                | 2  | 1  | 0  | 1  | 2  | 3  | -1   | 08/09/2015 (2-0) à Vientiane           | 24/03/2016 (0-3) à Koweït    |
| Lettonie            | 2  | 1  | 1  | 0  | 3  | 1  | 2    | 20/12/2003 (2-0) à Larnaca             | 25/03/2022 (1-1) à Ta' Qali  |
| Liban               | 33 | 15 | 10 | 8  | 53 | 35 | 18   | 06/09/1961 (0-4) à Casablanca          | 15/12/2024 (0-2) à Doha      |
| Libye               | 8  | 2  | 3  | 3  | 9  | 13 | -4   | 03/09/1961 (2-2) à Casablanca          | 12/01/2024 (1-3) au Caire    |
| Lituanie            | 2  | 1  | 1  | 0  | 2  | 1  | 1    | 11/10/2006 (1-0) à Koweït              | 15/11/2021 (1-1) à Vilnius   |
| Macao               | 2  | 2  | 0  | 0  | 18 | 1  | 17   | 03/05/1993 (10-1) à Kuala Lumpur       | 16/05/1993 (8-0) à Taïf      |
| Malaisie            | 13 | 9  | 2  | 2  | 32 | 8  | 24   | 26/07/1973 (0-0) à Kuala Lumpur        | 08/11/2013 (3-0) à Koweït    |
| Mali                | 3  | 3  | 0  | 0  | 14 | 4  | 10   | 04/05/1995 (2-1) à Koweït              | 03/10/1997 (8-1) à Koweït    |
| Malte               | 1  | 0  | 0  | 1  | 0  | 2  | -2   | 29/03/2022 (0-2) à Ta' Qali            |                              |
| Maroc               | 6  | 1  | 2  | 3  | 7  | 12 | -5   | 08/09/1961 (1-3) à Casablanca          | 16/12/2002 (1-1) à Koweït    |
| Mongolie            | 1  | 1  | 0  | 0  | 11 | 0  | 11   | 01/12/1998 (11-0) à Chiang Mai         |                              |
| Népal               | 10 | 9  | 1  | 0  | 37 | 2  | 35   | 26/11/1982 (3-0) à New Delhi           | 21/06/2023 (3-1) à Bangalore |
| Norvège             | 3  | 1  | 2  | 0  | 4  | 3  | 1    | 13/11/1982 (1-0) à Koweït              | 22/01/2005 (1-1) à Koweït    |
| Nouvelle-Zélande    | 3  | 1  | 1  | 1  | 5  | 8  | -3   | 15/10/1980 (1-5) à Kuala Lumpur        | 14/12/1981 (2-2) à Koweït    |
| Oman                | 33 | 11 | 11 | 11 | 45 | 32 | 13   | 19/03/1974 (5-0) à Koweït              | 25/03/2025 (0-1) à Koweït    |
| Ouganda             | 2  | 0  | 1  | 1  | 1  | 3  | -2   | 04/11/1989 (1-1) à Koweït              | 19/01/2024 (0-2) au Caire    |
| Ouzbékistan         | 6  | 2  | 1  | 3  | 9  | 12 | -3   | 03/12/1998 (3-3) à Chiang Mai          | 07/09/2012 (0-3) à Tachkent  |
| Pakistan            | 4  | 4  | 0  | 0  | 10 | 0  | 10   | 15/04/1988 (3-0) à Kuala Lumpur        | 24/06/2023 (4-0) à Bangalore |
| Palestine           | 12 | 8  | 2  | 2  | 29 | 11 | 18   | 10/04/2002 (7-0) à Koweït              | 05/06/2025 (0-2) à Koweït    |
| Pays de Galles      | 2  | 0  | 2  | 0  | 0  | 0  | 0    | 06/09/1977 (0-0) à Wrexham             | 20/09/1977 (0-0) à Koweït    |
| Philippines         | 4  | 4  | 0  | 0  | 9  | 2  | 7    | 23/07/2011 (3-0) à Koweït              | 24/03/2023 (2-0) à Koweït    |
| Pologne             | 2  | 0  | 1  | 1  | 1  | 3  | -2   | 11/02/1990 (1-1) au Caire              | 09/12/1991 (0-2) à Koweït    |
| Portugal            | 2  | 0  | 1  | 1  | 1  | 9  | -8   | 19/11/2003 (0-8) à Leiria              | 05/06/2007 (1-1) à Koweït    |
| Qatar               | 45 | 18 | 10 | 17 | 62 | 52 | 10   | 31/03/1970 (4-2) à Manama              | 27/12/2024 (1-1) à Koweït    |
| Singapour           | 10 | 7  | 2  | 1  | 20 | 6  | 14   | 30/07/1973 (2-0) à Kuala Lumpur        | 01/06/2022 (2-0) à Abou Dabi |
| Slovaquie           | 1  | 0  | 0  | 1  | 0  | 2  | -2   | 10/12/2003 (0-2) à Larnaca             |                              |
| Soudan              | 1  | 1  | 0  | 0  | 1  | 0  | 1    | 18/12/2002 (1-0) à Koweït              |                              |
| Sud-Vietnam         | 1  | 1  | 0  | 0  | 2  | 1  | 1    | 07/08/1973 (2-1) à Kuala Lumpur        |                              |
| Syrie               | 36 | 14 | 9  | 13 | 54 | 43 | 11   | 09/04/1963 (1-3) à Beyrouth            | 17/10/2023 (2-1) à Dubaï     |
| Tadjikistan         | 2  | 2  | 0  | 0  | 5  | 1  | 4    | 06/12/2004 (3-0) à Koweït              | 28/03/2023 (2-1) à Koweït    |
| Taipei chinois      | 3  | 3  | 0  | 0  | 21 | 1  | 20   | 09/11/2006 (10-0) à Al-Aïn             | 15/06/2021 (2-1) à Koweït    |
| Tchécoslovaquie     | 1  | 0  | 1  | 0  | 1  | 2  | -1   | 17/06/1982 (1-1) à Valladolid          |                              |
| Tchéquie            | 2  | 0  | 0  | 2  | 1  | 9  | -8   | 12/12/1995 (1-2) à Koweït              | 11/11/2021 (0-7) à Olomouc   |
| Thaïlande           | 12 | 7  | 1  | 4  | 30 | 18 | 12   | 08/05/1972 (2-0) à Bangkok             | 25/05/2014 (1-1) à Bangkok   |
| Trinité-et-Tobago   | 1  | 0  | 1  | 0  | 1  | 1  | 0    | 03/08/2001 (1-1) à Shanghai            |                              |
| Tunisie             | 1  | 0  | 0  | 1  | 1  | 5  | -4   | 10/04/1963 (1-5) à Beyrouth            |                              |
| Turkménistan        | 5  | 3  | 2  | 0  | 13 | 4  | 9    | 10/03/1996 (2-2) à Achgabat            | 15/10/2019 (1-1) à Koweït    |
| Union soviétique    | 2  | 0  | 0  | 2  | 0  | 3  | -3   | 23/11/1988 (0-1) à Koweït              | 27/11/1988 (0-2) à Koweït    |
| Vietnam             | 2  | 1  | 0  | 1  | 3  | 2  | 1    | 31/05/2009 (0-1) à Koweït              | 12/10/2010 (3-1) à Koweït    |
| Yémen               | 12 | 7  | 5  | 0  | 28 | 5  | 23   | 05/04/1985 (5-0) à Koweït              | 09/12/2024 (1-1) à Doha      |
| Zambie              | 3  | 3  | 0  | 0  | 9  | 1  | 8    | 27/05/1997 (2-1) à Koweït              | 12/06/2023 (3-0) au Caire    |
| Zimbabwe            | 1  | 1  | 0  | 0  | 3  | 0  | 3    | 05/01/2002 (3-0) à Koweït              |                              |